# エンテカビル
エンテカビル（Entecavir、商品名：バラクルード）とは、DNAアナログで、B型慢性肝炎の治療に用いられる逆転写酵素阻害剤の一つである。
B型肝炎ウイルス(hepatitis B virus, 以下HBV)は、その生活環のなかでRNAからDNAへの逆転写を行う。ヒトの細胞は逆転写を必要としないので、この段階を阻害すればHBVの複製のみを阻止できる。複製阻害によりウイルスの増殖は阻止できるが、HBV共有結合閉環DNA(cccDNA)と呼ばれる段階でのウイルスDNAには作用せず、cccDNAは細胞内に残存するため、継続的に服用する必要がある。

## 適応症
- 慢性B型肝炎

急性B型肝炎は適応外であるが処方されることがある。

## 副作用
臨床試験での副作用発現率は29.8％で、主なものは鼻咽頭炎（8.3％）、頭痛（4.8％）、下痢（2.4％）、背部痛（2.4％）、不眠症（2.4％）、リパーゼ増加（13.1％）、ALT（GPT）上昇（8.3％）、AST（GOT）上昇（6.0％）等であった。
重大な副作用欄には、肝機能障害、投与終了後の肝炎の悪化（6％ 海外の臨床試験では12％とも）、アナフィラキシー様症状、乳酸アシドーシスが記載されている。

## 特徴
薬理学的な特徴として、逆転写酵素阻害以外に、エンテカビルによるプライミング阻害、マイナス鎖HBV-DNA→プラス鎖HBV-DNA合成阻害がある。
瀰漫性大細胞型B細胞性リンパ腫（DLBCL）で、R-CHOP療法（リツキシマブ、シクロホスファミド、ドキソルビシン、ビンクリスチン、プレドニゾロン）を受ける患者に対し、エンテカビルの投与はR-CHOP後のB型肝炎ウイルス（HBV）関連肝炎の予防効果が高いことが判明した。エンテカビル投与群ではHBV関連肝炎発生率は0％と報告された。